# Gaëlle Buswel
Gaëlle Buswel est une chanteuse française, guitariste et auteure-compositrice originaire d'Alfortville, dont le style musical s'inspire du blues, de la folk et du rock des années 1970.

## Biographie
En 2010, Gaëlle Buswel commence sa carrière solo en rencontrant le guitariste Neal Black dans un café concert à Cauville en Normandie appelé le Soubock. Auparavant elle a joué avec un groupe de blues rock nommé Cam On pendant six ans et a vécu en Angleterre.
En 2011, elle enregistre son 1er album avec Neal Black en autoproduction : Yesterday's Shadow, qui la fera connaitre du milieu blues en France mais aussi au Canada lors du Festival d'été de Québec.
En 2014, sort son 2e album Black to Blue dans lequel sont invités Neal Black, Elliott Murphy, et Patrick Rondat.
En 2015, elle reçoit le prix Cahors Blues Festival et le prix France Blues et représente la France à l'International Blues Challenge d'Horsen au Danemark.
En 2016, elle reçoit le prix révélation française de Cognac Blues Passions et joue au Tahiti Blues Festival en Polynésie.
Son troisième album New days waiting enregistré en France et à Austin, Texas, sort en mars 2017. Cet album, inspiré de son road trip effectué en 2015 aux États-Unis, lui ouvre les portes de grands festivals de blues. Cette même année elle joue en France en première partie de Matthieu Chedid et effectue une tournée en Suisse au Sierre Blues Festival avec Vintage Trouble et en Allemagne. Fin 2017, elle ouvre pour toute la tournée française du guitariste américain Jonny Lang, musicien qui a été une de ses plus grandes influences.
Son album est alors soutenu par les radios: Radio France internationale et OUI FM.
2018, une année riche en concerts. Elle réalise son premier Palais des congrès de Paris avec Beth Hart et son premier Olympia en première partie du légendaire Ringo Starr, des Beatles, le 6 juin 2018, et clôture le festival de Craponne avec Status Quo devant 8000 personnes. Cette même année elle réalise sa 1re tournée d'été en Arizona où elle est invitée sur le plateau télévisé de Good Morning Arizona à Phoenix pour présenter son titre Soldier of Love et fait la une des journaux de Sedona et de Prescott où elle se produit.
Septembre 2018, elle part en tournée au Japon, à Fuchū, et joue pour l'évènement de présentation de la coupe du monde de rugby.
En 2019, Gaëlle marque les esprits lors de ses concerts en premières parties du groupe légendaire ZZ TOP au Printemps de Pérouges et au Zénith de Nancy.
En 2021 son nouvel album "Your Journey" voit le jour, un album plus produit et plus rock enregistré entre les studios ICP en Belgique et Abbey Road Studios à Londres. Cet album sera beaucoup soutenu par la presse française, le Parisien la compare en l'appelant la nouvelle Sheryl Crow Française. Georges Lang repère l'artiste et la diffuse dans son émission mythique Les nocturnes de Georges Lang, et Rolling Stone Magazine soutient l'album ainsi que Rock and Folk qui classe sa carrière dans un joli palmarès de projet français. Cet album sera également classé dans les meilleures sorties par le magazine américain The Morning Call
Le 9 juillet 2024, elle effectue la première partie du groupe texan ZZ Top au zénith de Paris.
Le 30 mai 2025, Patrick Rondat sort l'album Escape from Shadows. Gaëlle est invitée sur la chanson Now We're Home.

## Discographie
- 2011 Yesterday's Shadow (Album)
- 2014 Black to Blue (Album)
- 2017 New Day's Waiting (Album)
- 2021 Your Journey (Album)

## Récompenses
- Prix Cahors Blues Festival, 2015[4]
- Prix France Blues, 2016[5]
- Prix Révélation Française Cognac Blues Passions, 2016[6]